# モモちゃんとアカネちゃんの本
『モモちゃんとアカネちゃんの本』（モモちゃんとアカネちゃんのほん）は、松谷みよ子による日本の児童文学作品。オリジナルは講談社から発行されている。
本記事ではシリーズ全6巻を便宜上「オリジナルシリーズ」、表題作を記述すると冗長な場合は1巻、2巻…と記す。また『ちいさいモモちゃんのえほん』など他の関連書籍についても解説する。

## 概要
両親と幼い女の子（モモちゃん）の一家に、擬人化された食べ物や動物がさりげなくやってくるファンタジー作品で、『龍の子太郎』『オバケちゃん』『怪談レストラン』と並ぶ、松谷の代表作。
登場する家族4人は松谷の家庭がモデルで、話を作るきっかけも当時4歳の長女（モモちゃんのモデル）に「自分が赤ちゃんだった頃の話をして」とせがまれた事による。オリジナルシリーズの構成・デザインは元夫の瀬川拓男（パパのモデル）。細かいエピソードや言及の中にも、実在した小さな出来事がオマージュとされているものが多数ある。
松谷の所属していた童話執筆サークル、びわの実会代表の坪田譲治は「この作品を手放してはいけない。ずっと書きなさい」とアドバイスしてくれたという。
シリーズが続くにつれ離婚という大きな伏線を通して、「ママ」を中心とする家族の苦悩も描かれる。太平洋戦争下の惨禍を体感した世代ゆえか、反戦メッセージを感じる話も何本かある。

### 掲載
初出は「母の友」1960年（昭和36年）10月発行号(通巻97号)（福音館書店）に載った「3つになったモモ」で、翌年の童心社の『ね、おはなしよんで』を経て、味の素株式会社の「奥さま手帖」」に『ちいちゃなモモちゃん』が1年間連載され、これを再編した単行本『ちいさいモモちゃん』が講談社から1964年（昭和39年）刊行された。完結まで、単行本1〜6巻で32年という歳月をかけており、作者は「大河童話」と呼んでいる。

### 挿絵・図柄
- 挿絵初代担当の菊池貞雄は1巻が挿絵デビュー作だったが、4巻発行直後の1982年に夭折したため、5巻からは伊勢英子が担当。菊池より漫画的でラフなタッチの伊勢の絵は、特に菊池には似せてはいないが、同じペン画のため違和感はない。
- 1巻の挿絵は4巻発行時のリニューアルの際に菊池本人が新たに描いているため、モモちゃんの本①巻とモモちゃんとアカネちゃんの本①巻では挿絵が違う｡
- オリジナル版はカバーを外した表紙にも、挿絵と同じペン画が掲載されている。これは本文中挿絵の採録でなく、ボツとなった挿絵の再利用で、本文中と比較することで違いが判る。
- もう一つの特徴は、表紙と本文中のフルカラー挿絵に人形が使われている事で、児童文学では比較的珍しいスタイルと言える（ただし5巻から人形は表紙のみで、フルカラー挿絵は伊勢の絵）。人形やジオラマの製作は、松谷夫妻が運営していた劇団「太郎座」のスタッフによる。全6巻がシリーズ化された時は、初版刊行時と異なる人形・小道具で、極力同じ構図から新たに撮影しなおしている。なお講談社青い鳥文庫などオリジナルシリーズ以外で版を変えて出した場合、人形写真は省略されている。

## 登場人物

### モモちゃん一家
ママ
シリーズを一貫しての主人公。
職業は文筆業。アカネちゃんの出産後は通勤をやめ、在宅勤務になった。
手術歴がある（松谷が結核による肺区域切除手術をした経験から）。
北半球の大きな国から「働くお母さんの会議」に出席を要請され、友人と出かけたことがある（瀬川のモスクワ国際映画祭審査員行きに同行した話のオマージュ）。
「森のおばあさん」（「絵本を書いてとママにおねだりした話」でも当時の話を再現）で「お前の亭主（パパ）は歩く木だ。二人一緒だと枯れてしまう」とアドバイスされ、「さよなら」でパパはママから持ちかけた離婚話に同意。二人の娘はママが、これまでの家はパパが引き取る。以後「引越し」と書かれた表現はすべて、ママと娘の転居を指す。
モモ
シリーズ前半では主役としての位置づけが多い。
1巻冒頭で夏に生まれる。
「雨のふるばんのこと」によると、生まれた当時の家は平屋で、上の階に増築を重ねたとママが説明している（自宅が劇団を兼ねていた）。
育児施設「あかちゃんのうち」は、松谷親子が1歳から実際に預けていた施設がモデルで、当時はそうした施設が少なく、批判もあったという。
二年生になってからは髪を一本しばり、みつ編みやポニーテールにしている。
小学校半ばではバレエを習い、発表会もこなしたことがあるが、踊り好きはアカネちゃんにも遺伝したと説明されている。
忘れ物で一等賞になったことがある。
「プーがはがきをもらったこと」では、本名がモモでなくモモコ（漢字表記不明）であると語っている。由来はママが桃の花を好きなこと、パパが幼稚園でモモコ先生につきっきりだったことから。
アカネ
「ぽんぽのあかちゃん」で妊娠を公表、「雨のふるばんのこと」で生まれた、モモちゃんの6年下の妹。その時に見た夢に茜色の光が登場したのでアカネと命名。
175日目に姉とプーの教えで寝返りができるようになる。
3巻後半で体調が悪く入院。
物心ついた時からパパがいない事を意識しはじめる。
引越し先ではある程度成長すると、姉妹で二段ベッドとなった。
姉と比べ舌がまわらず、幼い頃は「がんばれ」を「ばんがれ」と言ってしまい、姉が矯正しようとしたがうまく行かなかった。
「頭をあらったアカネちゃん」までは、一人で頭が洗えなかった。
シリーズ名が『モモちゃん』でありながら、後半では姉よりが活躍が多い。
パパ
ママ同様に文筆業で、絵も描く。
本編では『モモちゃんとプー』以外はあまり登場せず、忙しい仕事から帰ってくるだけの演出が多い。
離婚後はオオカミになってアカネちゃんの所に出てきたことがあるが（松谷の次女の例え表現がきっかけ）、着ぐるみのようにすっぽり脱げる。
後述の死神の影響もあって徐々に体調をくずし、「モモちゃんのなみだの海」で死亡。「アカネちゃんの赤いシャベル」は葬式の話である。

### 一家の同居人
プー
猫。「クーがプーに なったわけ」によると、他の家で飼われていたが捨てられたため、まるでセールストークのように自分を売込み、一家で飼われることになった。
名前は当初ママが真っ黒け・熊・食いしん坊からクーと命名したが、モモちゃんがプーと発声したためプーになった。
幼い頃の娘の先輩ないし相棒として、家族内のムードメーカー・バイプレーヤーとして、ほぼ全編で安定した活躍を見せる。
娘を追ってあかちゃんのうちや小学校に同行した事もある。
好物は金魚が泳いでいる水、つまり「きんぎょ水（すい）」。
顔を洗うという猫ではおなじみの天気予報は、モモちゃんいわく「テレビより当たる」。
「プーご入院」では猫同士の喧嘩でケガをして入院。
パパの葬式の時は「穴を掘ったらおしっこをしたくなる」という理由で同行させてもらえなかった。
伊勢の絵では猫としてのデッサンがリアルになっており、カバーを外した背表紙のプーの絵も、5巻から伊勢の絵に差し替えられている。
タッタ、タァタ
アカネちゃんのためママが編んだ双子の靴下。出産前からこの編み物に関する会話をしていたので、アカネちゃんは胎内でもうその存在を知っていた。
以後アカネちゃんの仲間かつ部下として、アカネちゃんから離脱して動き回るなど大活躍。
チョウに縁があり、チョウを招き入れるエピソードがよく登場、チョウに変身したこともある。
4巻のラストでママがアカネちゃんの同意を得ないまま、近所のサチコちゃんに譲ってしまう。だが6巻冒頭では後述のショウくん経由で偶然の帰還・再会を果たし、既に履けないほど成長していたアカネちゃんのポケットに入って活躍する。足の甲に花型がついていたが、再開後の伊勢の絵では花が描かれていない。脱落したのか単なる挿絵の違いかは未表写。

### 一家の協力者
チュッチュ
白ネズミ。プーが見つけて猫の本能で捕獲し、飼い主であるママの所に持っていって自慢しようとしたが、ママが取り上げて保護、モモちゃんの遊び相手になる。「おし入れにいれられたモモちゃん」ではねずみの国の王子として再登場。
ちいさなおばあさん
石焼きイモの屋台を経営。モモちゃん一家は行きつけだったので、モモちゃんは「いつもけむりのでているうち」と呼ぶ。作中では入れ歯使用であることを言及。「プーもてがみをかいて そして……」では屋台を廃業しているが、引越し時に一度だけ焼きイモを焼いてくれた。ママにスリッパをプレゼントした事がある。「アカネちゃんの長いおまねき」では年をとって入院したが、説明のみで直接登場せず。
ジャム
上記エピソードでちいさなおばあさんが話す所によると、大好物のジャムパンがある日逃げ出して猫になったという。ほとんど白色で、背中が茶色なのがパンを連想させるため、ジャムと命名。助けを求める手紙をプーが見つけ、知り合う。それでも食べようとするおばあさんとプーが交渉した結果、食べられずに済む。自分のことを雄猫だと思っていたがプーに言われて雌だと気が付き、プーと結婚。プーとは遠距離恋愛になり、引越し後も継続。ちいさなおばあさんがいなくなったので、くまさんの家で出産し、プーそっくりの黒猫がちびプー、ジャムそっくりの白猫がちびジャム、最後の三毛猫がちびパン。これとは別にルイ(Louis)という名もついたが、三匹のどれであるかは不明。
おいしいものの好きなくまさん
「アカネちゃんのおたんじょう日」が初登場だが、作中では以前から知り合いだったと言及されている。モモちゃん一家との仲良しの母グマで、クマでありながら服や家屋など、完全に擬人化された生活を送っており、地下鉄に乗って病院へ見舞いに来るシーンもある。引越し後も関係は密接で、ママの代わりに家事を代行したり、自分の家に自力で電話回線を引くなど、出演回数は後期に行くほど増加。アカネちゃんの危機を救うため、ダンプカーを持ち上げたこともある。作者によると「子育てを応援してくれた多くの友人たち」がモデルになっているとのこと。
パパのパパとママ
つまり父方の祖父と祖母。パパとの離婚後もママとの交流は続いており、住んでいる雪国に一家が行く話もある。パパのパパは白いあごひげをたくわえており、片足がやや悪く、雪女と接触している事実が読者に語られている。臨死体験を持つ。パパは没後、実家近くの墓地に埋葬された。
ジョン
隣の家の飼い犬。犬種はグレートピレネーやセントバーナード系。

### 育児施設・学校の仲間
コウちゃん
あかちゃんのうちから小学校までの、モモちゃんの友達の男の子。モモちゃんと二人にしか判らない、象形文字のような文字で意思疎通ができる。引越しにより作品から降板したが、「モモちゃんがおよぐまで」で再登場。アカネちゃんは存在を知らないはずなのに、夢の中で会ったと主張したことがある。
ムッちゃん、マリちゃん、サブちゃん
モモちゃんの小学校の友達だが、引越しにより作品から降板。
せだか先生
引越しのトラックが迷った時に道を教えてくれた、新しい町ではじめて口を聞いた人。その正体はモモちゃんの転校先の二年三組の担任教師。生徒からも人気があり、背が高いのでせいたか先生と呼ばれる。
トムくん
モモちゃんと同じ二年三組。得意技はトム＝ジーンズの『風にふかれて』を歌うこととその物まねで、モモちゃんのおさげ髪をマイクにして歌うなど悪ガキな一面があり、せだか先生からは何度も雷を落とされている。
マコトちゃん
あかちゃんのうち時代からのアカネちゃんの友達。まゆ毛が太く、保育園（姉は幼稚園）ではやや粗暴で、男尊女卑な言動がある。
ショウくん
サチコちゃんの弟。タッタとタァタはアカネちゃん→サチコちゃん→ショウくん→再びアカネちゃんと渡り歩いた。

### その他のキャラ
二回以上登場したキャラのみ記述。
ジャガイモ・ニンジン・タマネギ
モモちゃんが生まれた時、お祝いにカレーを食べさせてあげようと思ってやってきた食べ物たちの一派。「にげだした ニンジンさん」でもこれに再挑戦したが、ニンジンはモモちゃんに「きらい」と拒否され、逃避して衝動的に川に飛び込む。この時プーは金魚と間違えて引き上げ、「ゆうかんなるねこ プー」という称号をもらった。プーはその後のエピソードでも、この武勇談を引き合いに出して自慢している。
死に神
作中の表記は上記の通り。ママの心や体が不調の時、枕元に何度か現れた。また元気な時にママの帽子を届けに現れ、ママと一緒にビールを飲み交わしたこともある。一般に死神といえば黒いローブをまとい、顔がドクロになっているが、本作ではとがった顔や角、背中に羽根を持つなど、悪魔に近いデザイン。パパの前にも現れたが、パパに「何にでも化けられるのなら、ピーナツ（作中表記はこう）に化けてみろ」と言われて、ピーナツになってパパに飲み込まれ、パパの心臓に「シニガミ」と文字を入れる事を何度も繰り返し（瀬川の持病だった心臓発作の暗示）、寿命を縮めたと語る。
森のおばあさん
ちいさなおばあさんとは別人で、いわゆる占い師か魔法使い。普通の人には判らないことを、たちどころに見抜く。ママに対し、パパとの現状分析と離婚への道のりを案内した。後にアカネちゃんの夢の中に現れ、ママとパパがさよならしたいきさつをスライドで紹介する。
くじらのあかちゃん
6巻でママが「あんまり泣くと、涙で海が出来てくじらが来るよ」と注意していたが、それが本当に登場した。核兵器の恐ろしさをアカネちゃんや地球（この海に飛び込んでくる）に訴える。さらに後には、アカネちゃんがパパに会うのを手伝った。

## シリーズ

### オリジナルシリーズ
- 各エピソードは短いのが特徴の一つで、オリジナルシリーズのレイアウトでは6ページ程度のエピソードも珍しくない。
- 発行年月は下記の通りだが、なぜか6巻とも1974年6月28日初版と誤記されている。
- モモちゃんとアカネちゃんの本の前身、モモちゃんの本シリーズ全3巻1974年発行。この版より前作2巻の表紙写真等リニューアルし新装版2巻を含む3巻までの初版は1974となる｡4巻以降は、次女アカネちゃんのために書かれているので、アカネちゃんを主人公としているものが多い｡

- 日本図書館協会・全国学校図書館協議会・日本子どもの本研究会選定図書。

#### ちいさいモモちゃん
1964年初版。モモちゃんの誕生時から3歳半までを描く。野間児童文学賞受賞。瀬川拓男があとがきを書いており、その冒頭で、次巻で登場する「かげをなめられたモモちゃん」の元と思われる体験談が紹介されている。また「おねえちゃんだもん」の歌には作曲が行われ、譜面も掲載されている。
- モモちゃんが うまれたとき
- クーがプーに なったわけ
- パンツのうた
- モモちゃん「あかちゃんのうち」へ
- プーのしっぽ ぱたぱた
- にげだした ニンジンさん
- モモちゃん おこる
- モモちゃんのおくりもの
- 雨 こんこん
- プーは おこってます
- 三つになった モモちゃん
- かみちゃま かみちゃま
- ママになんか わかんない
- モモちゃん 動物園にいく
- かぜの中の モモちゃん

#### モモちゃんとプー
1970年初版。モモちゃんの3歳半から一年生までを描く。松谷本人があとがきを書いており、学校にある「ちいさいモモちゃん」の本を写本した小学三年生の読者のエピソードが紹介されている。
- おし入れにいれられたモモちゃん
- かげをなめられたモモちゃん
- むしさん こんにちは
- へんなてがみがきて そして
- プーもてがみをかいて そして……
- 歯のいたいモモちゃん
- クレヨン ドドーン
- パパせんせい
- モモちゃんのおいのり
- ぽんぽのあかちゃん
- 海とモモちゃん
- お月さまとこうもり
- みんな大きくなって
- 雨のふるばんのこと
- くらいのはらで
- おうちがよんでいる
- あかちゃんとおるすばん

#### モモちゃんとアカネちゃん
1974年初版。モモちゃんの一年生から二年生までを描く。6巻あとがきによると当初は2巻で終わる予定だったが、当時まだ5歳だった次女が「モモちゃんのモデルは姉だ。なら続きが出れば、自分に父がいない理由も判る」と気づき、松谷に続編をせがんだことで、出たという。赤い鳥文学賞受賞。
- アカネちゃんのさいしょのおともだち
- もっか けんかちゅう
- なにしているの
- ママのところへ死に神がきたこと
- あした天気になあれ -モモちゃんの入学式-
- アカネちゃんのべんきょう
- だれかさんのうしろに、へびがいる
- アカネちゃんが、タッタちゃんたちをたすけにいく話
- モモちゃんのけっとう
- アカネちゃんのおたんじょう日
- 森のおばあさん
- おわかれ
- あたらしいおうちはいいにおい
- あたらしい学校で、モモちゃんがこぶをつくったこと
- ひとりぼっちのおるすばん
- タッタちゃんとタァタちゃん、病院へいく

#### ちいさいアカネちゃん
1978年初版。モモちゃんの二年生からを描く。
- パパ ない ない
- わたしがママよ
- パパおおかみ
- プーかえる - 作中の歌には作曲が行われ、譜面も掲載されている。
- まいごのカエルがアカネちゃんちにきた話
- たいへん たいへん
- モモちゃん だいふんとう
- モモちゃんがおよぐまで
- タッタホテルとタァタホテル
- ママの黒いぼうし
- モモちゃんのよそゆき
- ママきらい マコトちゃんがすき
- タッタちゃんとタァタちゃんのクリスマス
- 赤いそり
- アカネちゃんのおてつだい
- スイカズラのおまじない
- 野原で
- おねえちゃんにあげる
- タッタちゃんとタァタちゃんのおわかれ

#### アカネちゃんとお客さんのパパ
1983年初版。モモちゃんの9歳から11歳までを描く。
- アカネちゃんのうでどけい
- からすのハンドバック
- モモちゃん おどる
- おきゃくさんのパパ
- おなかがいっぱい
- アカネちゃんの運動会
- 日曜日の学校で
- モモちゃんとママのひみつ
- モモちゃんの戦争反対
- プーご入院
- ぼく、なくもん!
- アカネちゃんの長いおまねき
- プーのあかちゃんねこ
- プーがはがきをもらったこと
- ママがまた死に神にまたあったこと
- ののさま どちら

#### アカネちゃんのなみだの海
1992年初版。主にモモちゃんの13歳までを描く。最後のエピソードのみ「パパの死からかなりたった」と書かれており、挿絵の娘達たちも一段成長した姿で描かれているが、経過年月については不明。野間児童文学賞、さらに伊勢は赤い鳥さし絵賞受賞。
- タッタちゃんとタァタちゃんの帰還
- 頭をあらったアカネちゃん
- アカネちゃんのなみだの海
- もうじき一年生
- マコトくんがこまった話
- アカネちゃんの手紙
- うんちのパパ
- プー、学校へいく
- 雪の山で迷子になったこと
- マコトくんのとうこうきょひ
- 絵本を書いてとママにおねだりした話
- アカネちゃんがパパのところへいった話
- モモちゃんのなみだの海
- アカネちゃんの赤いシャベル
- みんな大きくなりました

### モモちゃん絵本（初版）
オリジナルシリーズと異なる絵本のシリーズで、挿絵は中谷千代子。書き下ろしとシングルカットが混在している。
NHKの『てれび絵本』で放映されたこともある。
- ももちゃんねずみのくにへ 1965 - この本のみあかね書房から出版
- ちいさいモモちゃん あめこんこん 1971 - ここからは講談社出版
- ちいさいモモちゃん モモちゃんとこや 1971
- ちいさいモモちゃん ルウのおうち 1971
- ちいさいモモちゃん おいしいもののすきなくまさん 1972
- ちいさいモモちゃん おばけとモモちゃん 1972
- ちいさいモモちゃん モモちゃんのおいのり 1972
- ちいさいモモちゃん あかちゃんとおるすばん 1973
- ちいさいモモちゃん よるですよう 1975
- ちいさいモモちゃん ソースなんてこわくない  1975
- ちいさいモモちゃん ぽんぽのいたいくまさん 1975
- ちいさいモモちゃん うみとモモちゃん 1977
- ちいさいモモちゃん おんにょろにょろ 1977
- ちいさいモモちゃん モモちゃんのおくりもの 1977

### ちいさいモモちゃん（復刻版）
2003年4月に復刻された時に（復刻版）と付記された。
1. ちいさいいモモちゃん おばけとモモちゃん
2. ちいさいいモモちゃん ルウのおうち
3. ちいさいいモモちゃん あめこんこん

### ちいさいモモちゃんえほん （新装版）
挿絵は武田美穂。
- あめこんこん（1995年6月25日）
- モモちゃんのまほう（1995年6月25日）
- うみとモモちゃん（1995年7月25日）
- おばけとモモちゃん（1995年8月20日）
- モモちゃんのおくりもの（1995年10月20日）
- おいしいもののすきなくまさん（1995年12月20日）
- モモちゃんのおいのり（1996年2月20日）
- ぽんぽのいたいくまさん（1996年5月20日）
- よるですよう（1996年7月30日）
- モモちゃんととこや（1996年10月10日）
- ルウのおうち（1996年11月30日）
- ソースなんてこわくない（1997年1月25日）

### その他
講談社文庫　
1975年12月〜8月　『モモちゃんの本』全3冊をカバー絵　挿絵／菊池貞雄で刊行。1987年『モモちゃんとアカネちゃんの本』シリーズとなりシリーズ４『ちいさいアカネちゃん』カバー絵　挿絵／菊池貞雄｡翌年同シリーズ５『アカネちゃんとお客さんのパパ』カバー絵　挿絵／伊勢英子を刊行。
講談社青い鳥文庫
オリジナルシリーズも発行。挿絵などに人形は使われず、表紙も菊池・伊勢のカラー絵。解説はびわの実会時代の同期である寺村輝夫が担当しているが、一番好きな話は「かげをなめられたモモちゃん」で「執筆に疲れた時はいつも読む」と語っている。
ちいさいモモちゃん にんぎょうえほん（児童文学創作シリーズ）
前述の写真を忠実に再現した、モモちゃんとプーの人形玩具がセットになった絵本。絵本側の収録エピソード雨こんこんをアレンジしている
講談社文庫
2011年11月から2012年1月までオリジナルシリーズを2作ずつまとめて刊行。挿絵はなし。カバー装画、酒井駒子。
- ちいさいモモちゃん（ちいさいモモちゃん+モモちゃんとプー、解説・角田光代）
- モモちゃんとアカネちゃん（モモちゃんとアカネちゃん+ちいさいアカネちゃん、解説・高橋源一郎）
- アカネちゃんの涙の海（アカネちゃんとお客さんのパパ+アカネちゃんのなみだの海、解説・東直子）

### 関連作品
- 劇中劇として登場する『いないいない ばあ』（挿絵は瀬川）と『うりこひめとあまのじゃく』は、いずれも松谷の著作。
- 「モモちゃん「あかちゃんのうち」へ」は逆に、松谷の他の作品で劇中劇として使われている。
- 『ちょうちょホテル』（タッタホテルとタァタホテル）や『ジャムねこさん』はモモちゃんシリーズとはまた別に、にっけん教育出版から単独で絵本になっている。
- 2巻「かげをなめられたモモちゃん」に登場した牛の妖怪うしおには影を食べるが、この伝承は和歌山県に伝わる（牛鬼#各地の伝承を参照）。

童心社から、紙芝居、初版：1973年5月1日
『モモちゃんがあかちゃんだったとき』『はのいたいモモちゃん』『モモちゃんのおみせやさん』『ちゅうしゃにいったモモちゃん』『あめこんこん』『モモちゃんとかた目のプー』の全6巻